# Nový Oldřichov
Nový Oldřichov – gmina w Czechach, w powiecie Česká Lípa, w kraju libereckim. 1 stycznia 2014 liczyła 787 mieszkańców.